# Schafwiesen (Naturschutzgebiet)
Koordinaten: 49° 15′ 42″ N, 8° 26′ 0″ O

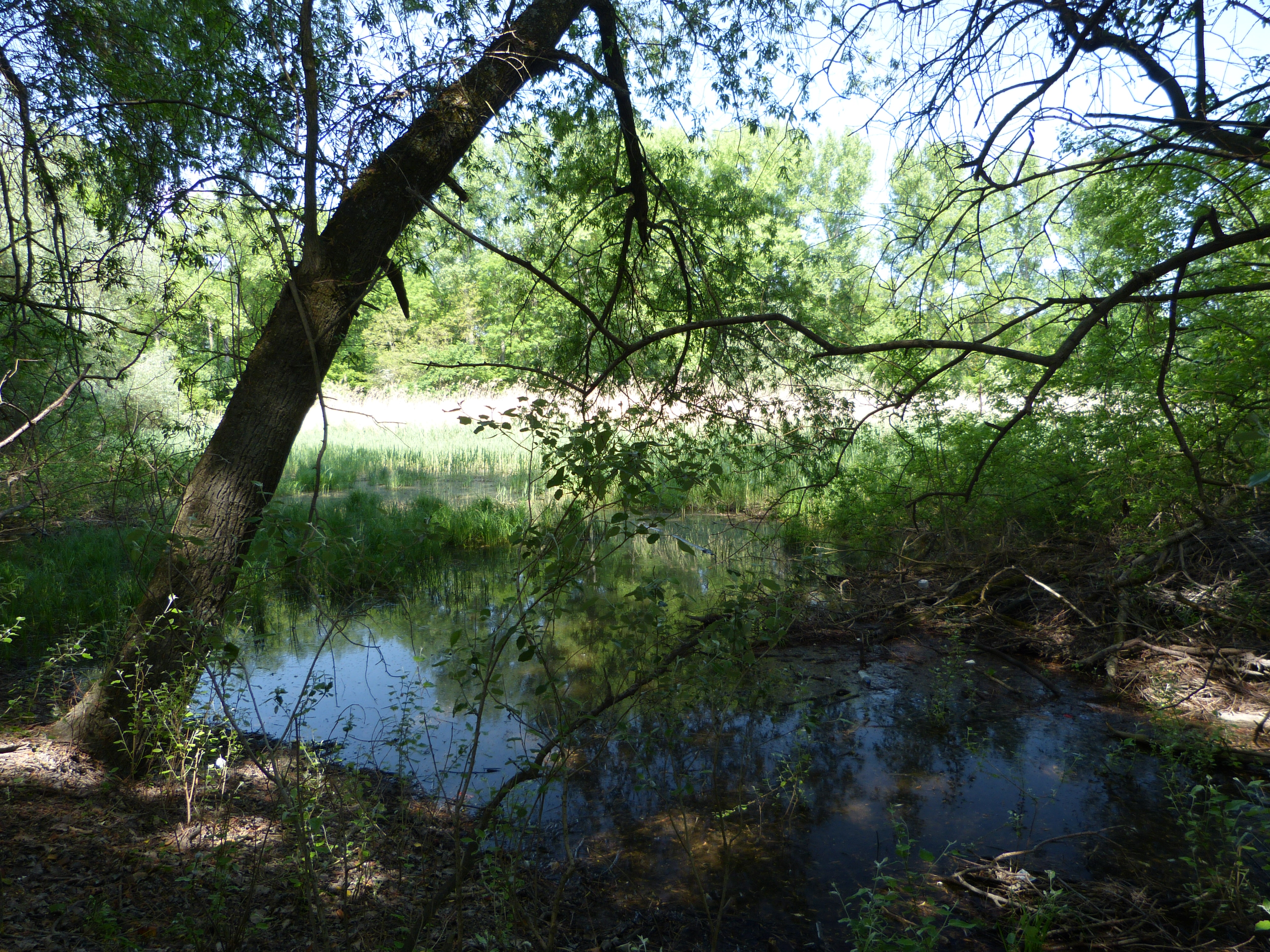
Naturschutzgebiet Schafwiesen (Mai 2018)

Das Naturschutzgebiet Schafwiesen liegt in der Ortsgemeinde Römerberg (Pfalz) im Rhein-Pfalz-Kreis in Rheinland-Pfalz. Das etwa 29 ha große Gebiet, das im Jahr 1989 unter Naturschutz gestellt wurde, erstreckt sich südöstlich von Mechtersheim, einem Ortsteil der Ortsgemeinde Römerberg (Pfalz) direkt am östlich fließenden Rhein.
Schutzzweck ist die Erhaltung des mit zahlreichen kleineren Stillgewässern, Schluten, Röhrichtflächen und Mähwiesen mosaikartig durchsetzten artenreichen Auwaldes als Lebensräume seltener und bedrohter Tier- und Pflanzengesellschaften sowie als wichtiges Bindeglied zwischen nördlich und südlich gelegenen schutzwürdigen Auenbereichen.